# Сражение при Ливорно

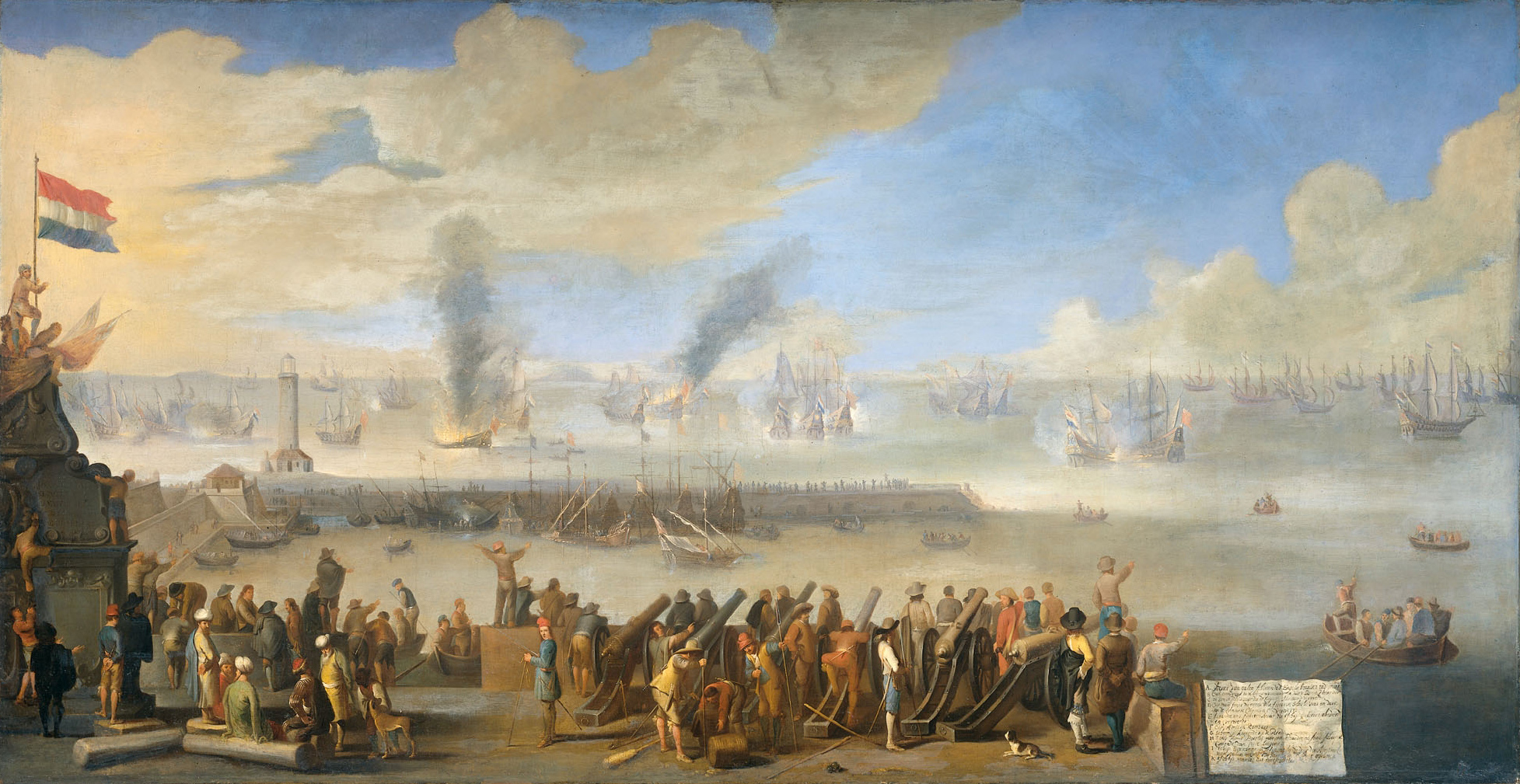
Морская битва при Ливорно 14 марта 1653 года. Картина И. Лингельбаха, 1660 год

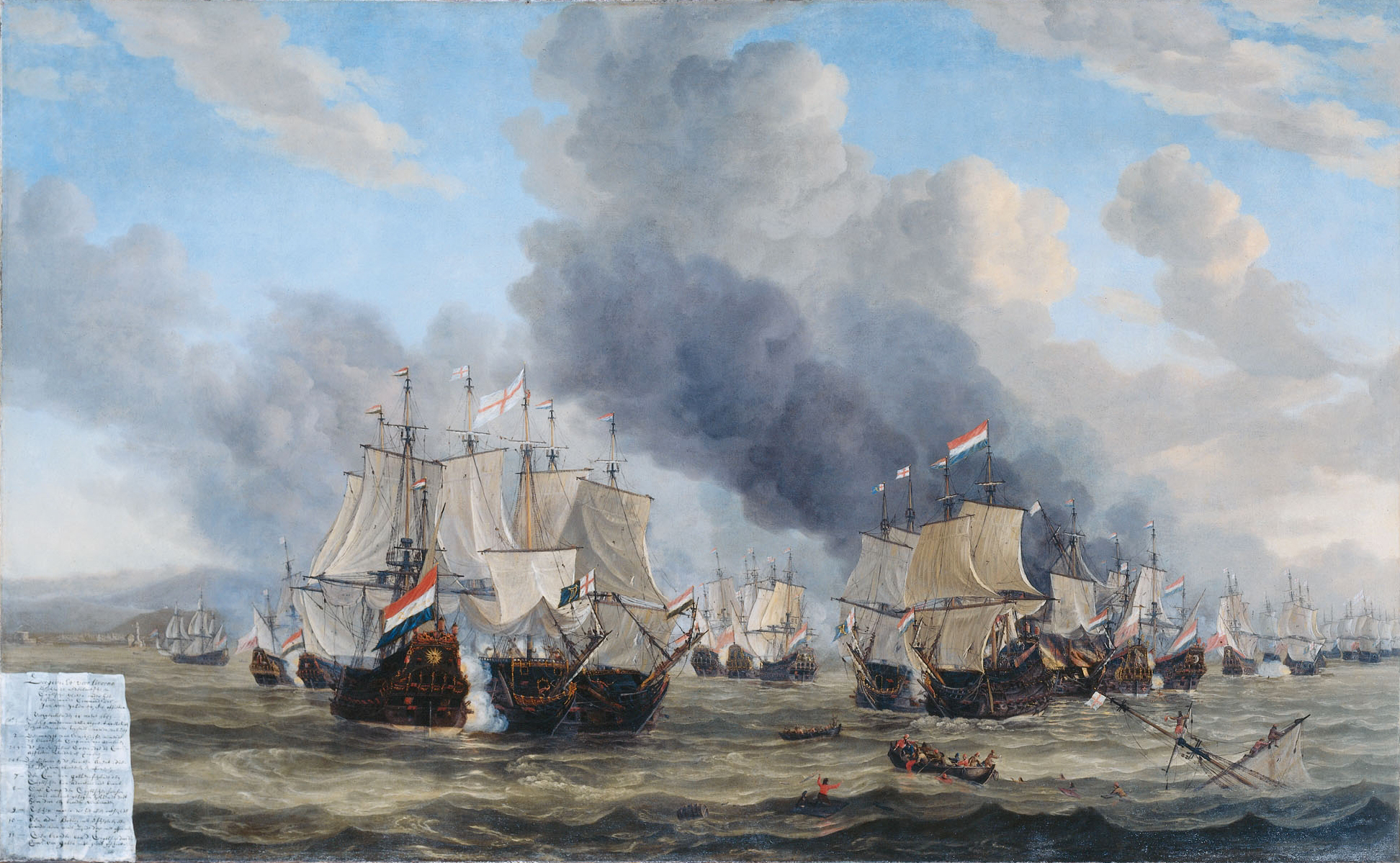

Сражение при Ливорно (4 (14) марта 1653 года) — одно из сражений первой англо-голландской войны.

## Предыстория
В 1652 году правительство Англии, ошибочно полагая, что голландский флот разгромлен при Кентиш-Нок, разделило английский флот между Средиземным морем и домашними водами. Это разделение привело в декабре 1652 года к поражению английского флота в сражении при Дандженессе. В начале 1653 года ситуация на Средиземноморье также стала критической.

## Ход сражения
Голландский флот из 16 кораблей под командованием Йохана ван Галена заблокировал в Ливорно английскую эскадру из 6 кораблей под командованием Генри Эплтона. Единственной надеждой англичан оставалось соединение с эскадрой Ричарда Бэдили из 8 кораблей, находившейся у острова Эльба. Однако Эплтон отплыл слишком рано и столкнулся с голландским флотом до встречи с Бэдили. Два английских корабля были захвачены, три уничтожены, и лишь «Mary», шедший под парусами быстрее голландцев, сумел соединиться с Бэдили. Когда Бэдили столкнулся с голландцами, то ввиду явного численного превосходства противника был вынужден ретироваться.

## Состав эскадр

### Нидерланды (Йохан ван Гален)
- Vereenigde Provincien/Zeven Provincien (Семь провинций) 40 орудий (флагман)
- Eendracht (Согласие) 40 (Якоб де Бур)
- Maan (Луна) 40 (Корнелис Тромп)
- Ter Goes 40
- Zon (Солнце) 40
- Zutphen 36
- Maagd van Enkhuysen 34
- Jonge Prins (Младший Принц) 28
- Julius Caesar 28 (вооруженный торговый корабль)
- Witte Olifant (Белый Слон) 28 (вооруженный итальянский торговый корабль; Сибрандт Янсзон)
- Madonna della Vigna 28 (вооруженный торговый корабль)
- Susanna 28 (вооруженный торговый корабль)
- Zwarte Arend (Черный Орел) 28
- Salomons Oordeel (Соломоново решение) 28 (вооруженный торговый корабль)
- Roode Haes (Красный Заяц) 28 (вооруженный торговый корабль)
- Ster (Звезда) 28 (вооруженный торговый корабль)

### Англия
Эскадра Генри Эпплтона
- Bonaventure 44 (Стивен Лайн)
- Leopard 48 (флагман) - захвачен
- Sam(p)son 40 (вооруженный торговый корабль, Эдмунд Симэн)- сожжен брандером
- Mary 30 (вооруженный торговый корабль, Бенджамин Фишер)
- Peregrine 30 (вооруженный торговый корабль, Джон Вуд) - захвачен
- Levant Merchant 28/30? (вооруженный торговый корабль, Стивен Марш) - захвачен

Эскадра Ричарда Бэдили
- Paragon 52 (флагман)
- Phoenix 36 (Оуэн Кокс)
- Elizabeth 36 (Джонас Ривз)
- Constant Warwick 32
- Mary Rose 32 (вооруженный торговый корабль, Джон Тёртли)
- Lewis 30 (вооруженный торговый корабль, Уильям Эль)
- William and Thomas 30 (вооруженный торговый корабль, Джон Годольфин)
- Thomas Bonaventure 28 (вооруженный торговый корабль, Джордж Хьюз)
- ? (брандер, Питер Уайтинг)

## Итоги
Победа под Ливорно сделала голландцев хозяевами Средиземноморья, теперь английская торговля в Леванте полностью зависела от голландской милости.
Командовавший голландским флотом Ван Гален был смертельно ранен в сражении и умер 23 марта.
Одним из кораблей голландского флота в сражении при Ливорно командовал Корнелиус Тромп.